# Royitettix pyramidatus
Royitettix pyramidatus är en insektsart som först beskrevs av Rehn, J.A.G. 1914.  Royitettix pyramidatus ingår i släktet Royitettix och familjen torngräshoppor. Inga underarter finns listade i Catalogue of Life.